# La casa de la seda
La casa de la seda es una novela de Sherlock Holmes escrita por el escritor británico Anthony Horowitz y publicada el 1 de noviembre de 2011 en Estados Unidos y Europa. Es la primera vez que el Conan Doyle Estate autoriza la publicación de una nueva novela de Sherlock Holmes.

## Lanzamiento
La novela apareció mencionada en la página web de Anthony Horowitz el 17 de enero de 2011, la siguiente declaración:
Anthony Horowitz, ganador del premio BAFTA, creador de Foyle’s War y autor de la popular serie infantil Alex Rider, ha sido elegido por el Conan Doyle Estate para escribir una nueva novela de Sherlock Holmes que será publicada por Orion en septiembre de 2011. (...) El anuncio de la nueva novela se realizó en la Sociedad Sherlock Holmes el 15 de enero.
Anthony Horowitz ha recurrido a los libros originales para producir una novela de misterio en el estilo original de Conan Doyle.

## Sinopsis
La Casa de la Seda se inicia con un breve relato personal de los eventos por Watson, de forma similar que en Estudio en escarlata, novela del autor original, Sir Arthur Conan Doyle. En este capítulo se informa al lector de los detalles de la primera reunión entre Watson y Holmes, se dan datos de la guerra de Afganistán y se menciona un caso «demasiado impactante para haber sido revelado hasta ahora».
El cliente de «El caso de la Gorra Plana» se presenta con el nombre de Edmund Carstairs, un comerciante de arte cuyas obras han sido destruidas por una banda de ladrones irlandeses. Sherlock Holmes pide ayuda a los Irregulares de Baker Street, que perderán alguno de sus miembros a manos de la banda. Cuando Holmes intenta investigar el caso de la Casa de la Seda, es acusado de asesinato y enviado a prisión.
Mientras tanto, Watson se reúne con un criminal misterioso, más tarde identificado como el profesor Moriarty, quien le proporciona la clave sacar a Holmes de la cárcel antes de que lo asesinen. Los motivos del profesor Moriarty no quedan claros, solo se sabe que aparentemente desea que Holmes acabe con la Casa de la Seda, cuyas actividades parecen horrorizarle incluso a él.
Holmes, Watson y el inspector Lestrade investigarán e intentarán descubrir quién está tras la organización criminal, lo que llevará a un sorprendente final en la novela.
Desde su lanzamiento, la novela ha recabado buenas críticas en general.

## Alusiones a otras obras literarias
En el primer capítulo se menciona a Auguste Dupin, un personaje creado por Edgar Allan Poe, y su capacidad de deducir emociones visibles y sus causas físicas. Holmes aplica esta capacidad deductiva descubriendo la ansiedad de Watson y la fuente de dicha ansiedad. Esta mención de Dupin es una referencia a otra mención del personaje que hace Conan Doyle en la primera novela de Holmes, Estudio en escarlata.
Ephraim Hardcastle, un personaje secundario, propietario del pub La Bolsa de Clavos, es una referencia a la columna de opinión de The Daily Mail, escrita por Nigel Dempster bajo ese pseudónimo.

## Secuela
Horowitz anunció una segunda novela titulada Moriarty, que se publicó en 2014. En esta novela aparecen casi todos los policías con los que Holmes ha trabajado en casos anteriores, como Lestrade y Athelney Jones.